# رولف هولمبرغ
رولف هولمبرغ (بالنرويجية: Rolf Holmberg)‏ (و. 1914 – 1979 م) هو لاعب كرة قدم، وملاكم، من النرويج، شارك في كأس العالم 1938، والألعاب الأولمبية الصيفية 1936، يلعب كلاعب وسط، توفي في شين، عن عمر يناهز 65 عاماً.

## روابط خارجية
- رولف هولمبرغ على موقع اتحاد النرويج (النرويجية)
- رولف هولمبرغ على موقع قاعدة بيانات كرة القدم.إي يو (الإنجليزية)
- رولف هولمبرغ على موقع ناشيونال فوتبول تيمز (الإنجليزية)
- رولف هولمبرغ على موقع Soccerway.com (الإنجليزية)
- رولف هولمبرغ على موقع عالم كرة القدم.نت (الإنجليزية)
- رولف هولمبرغ على موقع SpeedSkatingNews.info (الإنجليزية)
- رولف هولمبرغ على موقع أوليمبيديا (الإنجليزية)